# Afterburner (Fahrgeschäft)

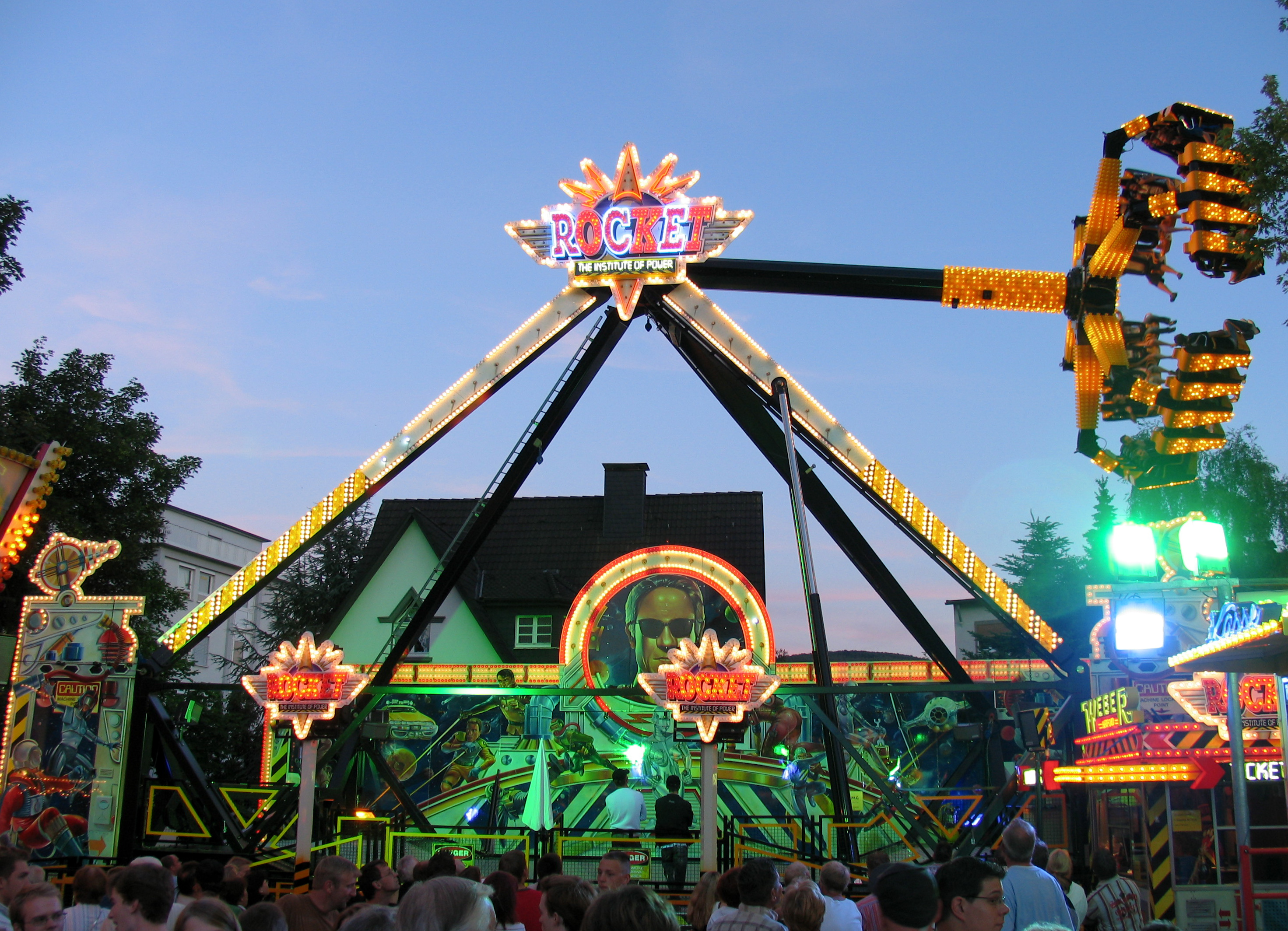
Afterburner Rocket von Hartmann auf der Kilianskirmes 2006 in Letmathe

Afterburner ist ein Fahrgeschäftmodell des niederländischen Herstellers KMG. Es handelt sich um einen mit Schiffschaukel und Frisbee verwandten Schaukeltyp.
Die komplette Anlage wird auf zwei Aufliegern transportiert, die an Ort und Stelle des Spiels zusammengesetzt werden müssen. Dabei wiegt der erste Transport etwa 15 Tonnen (enthält die aus Sicht des Publikums vordere Hälfte des Fahrgeschäfts, inklusive des Pendels), der zweite (hintere) Transport etwa 10 Tonnen (enthält u. a. Gondelrollen sowie die Rückwanddekoration).
Der Aufbau erfolgt komplett autark, es wird kein externer Kran oder ähnliches Großgerät benötigt. Hierbei kommen hydraulische Zylinder sowie elektrische Seilwinden zum Einsatz. Der Hersteller KMG ist bekannt für diese „bequeme“ Bauweise, zumal Kräne und deren Führer häufig teuer extern angeheuert werden müssen.
Nach Ausrichtung der beiden Transporte ergibt sich eine Basis, auf welcher eine Konstruktion aus vier Stützen aufgesetzt wird und ein langer Schaukelarm aufgehängt ist. Am Ende des Arms sind drehbar bis zu acht Fahrgastträger montiert.
Der Schaukelantrieb erfolgt aus der Achse der Aufhängung heraus, wodurch der Afterburner nicht frei schwingt.
Die Mitfahrer sind auf den Sitzen durch Überschulterbügel gesichert. Die Blickrichtung geht zur Drehachse, die Beine hängen frei. Vor dem Start der Schaukel wird der Boden unter den Fahrgastträgern abgesenkt. Der Arm kann bis zu einem Winkel von 120° aufschaukeln und erreicht eine Höhe von bis zu 22 Metern. Der Fahrgastträgerkranz kann sich dabei mit bis zu 15 Umdrehungen pro Minute drehen. In der Halteposition, während das Podium angehoben ist, dreht der Gondelkranz mit bis zu 2 Umdrehungen pro Minute. Diese langsame Drehung in der Halteposition wird „Vorrücken“ genannt.
Afterburner gibt es vom Hersteller KMG in verschiedenen Ausführungen. Das ursprüngliche Geschäft ist transportabel auf zwei Transporten und hat sechs Fahrgastträger für jeweils vier Personen. Diese Variante gibt es auch in stationärer Ausführung. Eine weitere stationäre Variation hat acht Fahrgastträger.
Mittlerweile gibt es auch eine Variante, bei der Becken- statt Schulterbügeln als Rückhaltesystem zum Einsatz kommen. Bei einem Afterburner wurde diese Rückhaltevorrichtung erstmals bei der stationären Anlage it, die im amerikanischen Freizeitpark Morey’s Piers steht, verbaut. Dies soll laut Hersteller das Fahrgefühl intensivieren. Neuerdings bietet KMG die kleinere Afterburner-Variante Freak Out mit baugleichen Beckenbügeln auch für transportable Anlagen an.

## Fahrt

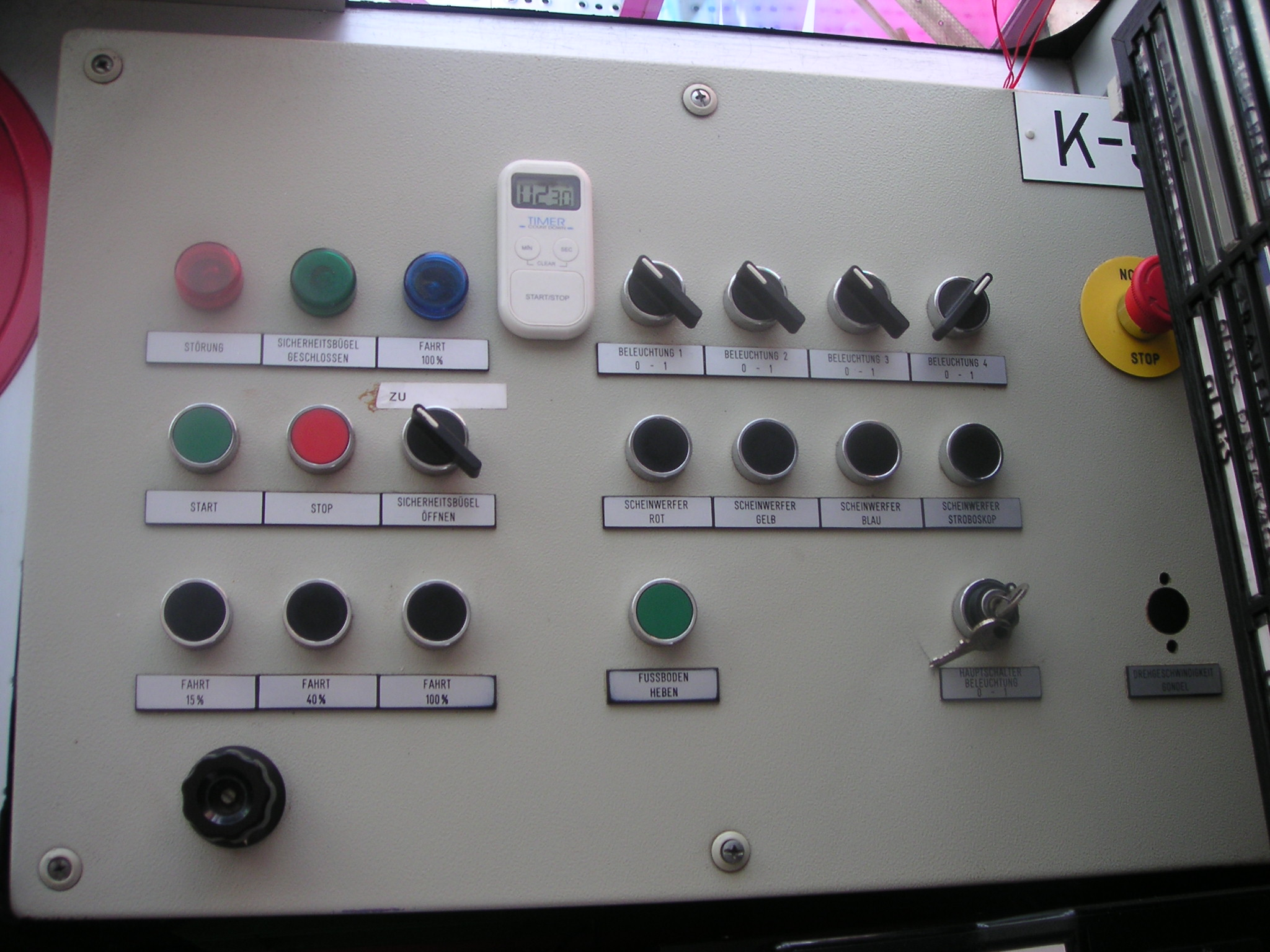
KMG Afterburner Control Panel

Der Afterburner besitzt insgesamt 3 Schaukelmodi: 15 %, 40 % und 100 % Antriebsleistung. Hierbei wird das Pendel auf folgende Ausschwünge getrieben: ~35°, ~50° und ~120°, abhängig von Beladung, Wind und weiteren Umgebungsvariablen. Die Höchstleistung des Pendelantriebs von 100 % bzw. 120° wird von der Steuerung für 20 Sekunden nach Erreichen aufrechterhalten; was etwa 3–4 vollen Ausschwüngen (22 Meter an der höchsten Gondelposition) entspricht. Danach erfolgt steuerungstechnisch ein Fall-Back auf den 40 %-Modus. Diese Modi sind vom Fahrpult aus via Taster steuerbar. Ferner wird die Drehgeschwindigkeit des Gondelkranzes via Potentiometers von dort aus geregelt.

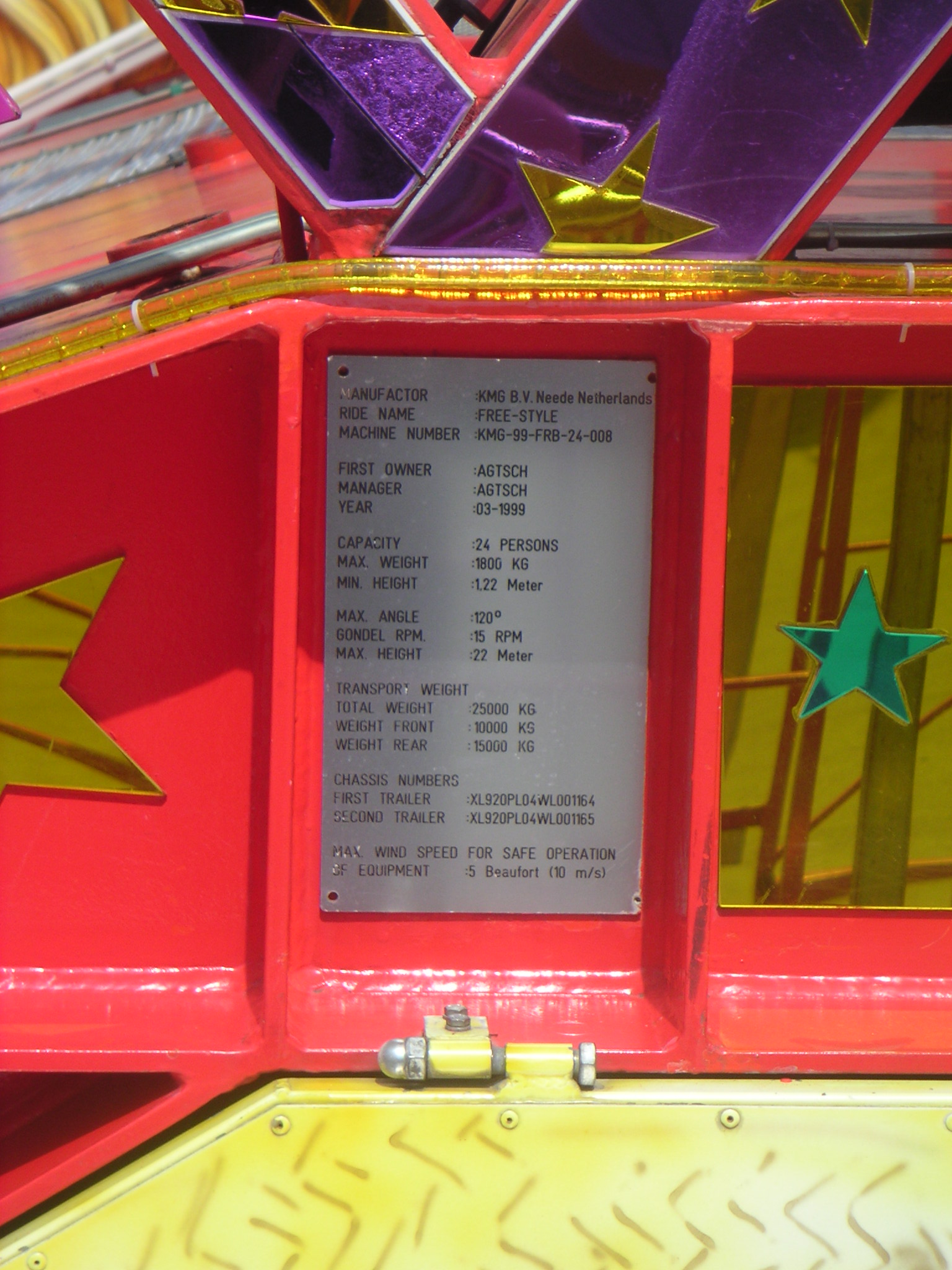
KMG Afterburner „FREE-STYLE“ Identification Plate

Fahrpult des Afterburner „FREE-STYLE“ (Baujahr 1999) des Münchner Schaustellerbetriebs Johann & Margherete Agtsch (bis 2021; nach massiver Umgestaltung heute als „Mexican Flight“ unter dem Münchener Schausteller Franz-Xaver Kollmann auf der Reise). Dieses Modell kann den Gondelkranz lediglich gegen den Uhrzeigersinn drehen und verfügt über eine manuelle Steuerung. Im Bild ist das durch den Betreiber umgebaute (Potentiometer für die Gondeldrehgeschwindigkeit versetzte) Fahrpult zu sehen.
Manche Modelle sind in der Lage, die Fahrtrichtung der Gondel umzukehren. Ein bekanntes reisendes Modell mit diesem Feature stellt das „Projekt 1“ – betrieben vom Schausteller Boos (Magdeburg) – dar. Der Betreiber wirbt mit Rechts- und Linksdrehung auf seiner Website.

## Ohio State Fair Unfall 2017
Am 26. Juli 2017 ereignete sich in Columbus ein Unfall mit dem Fahrgeschäft Fireball vom Typ Afterburner, bei dem ein Mann starb und sieben weitere Personen verletzt wurden. Bei diesem Unfall brach eine Gondel des 18 Jahre alten Fahrgeschäftes vom Gondelkranz ab. Ein Vertreter des Herstellers KMG gab nach einer Untersuchung starke Korrosion als Ursache für den Unfall an.

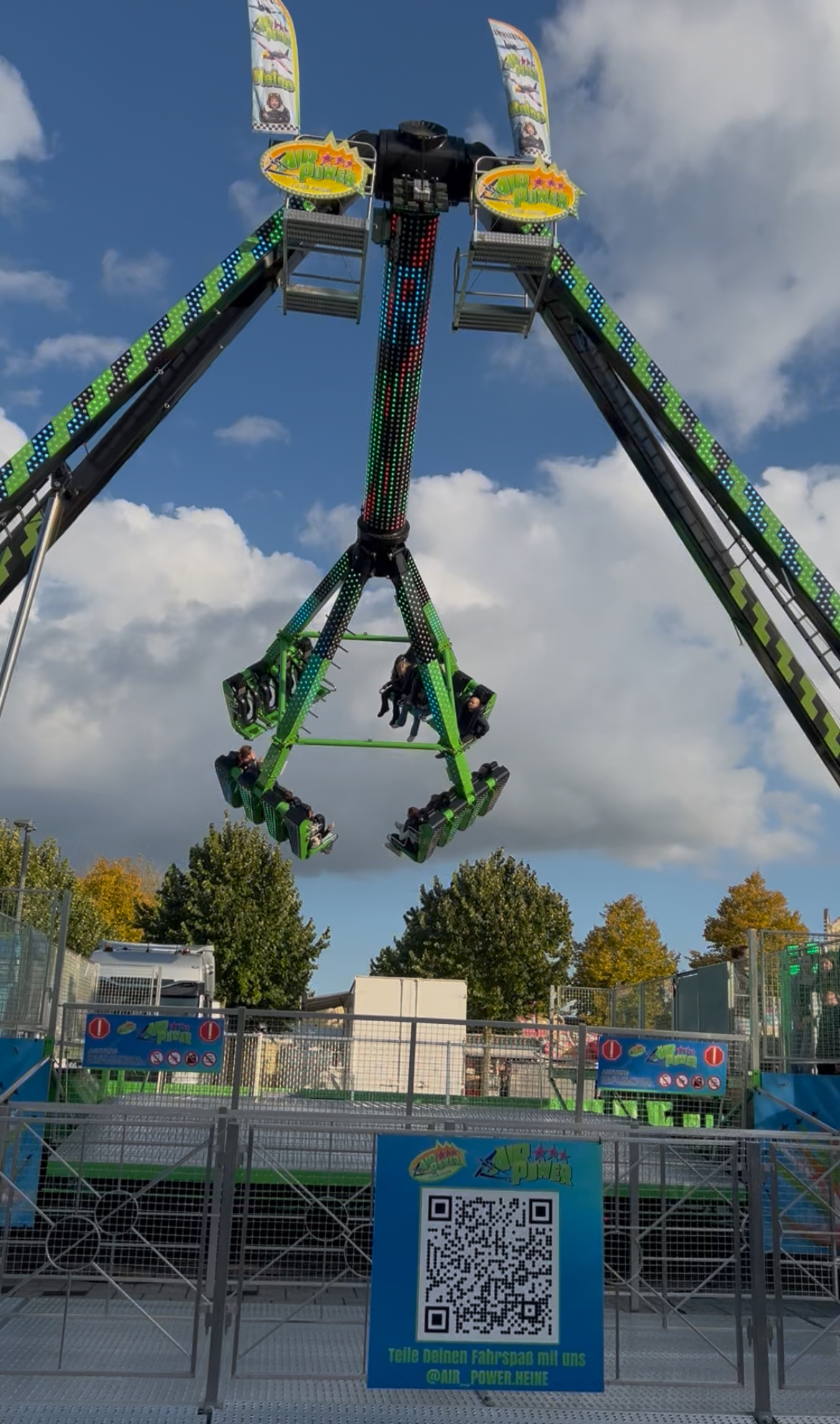
Air Power – Heine auf dem Herbstfleckenmarkt Cuxhaven 2024

## Freak Out

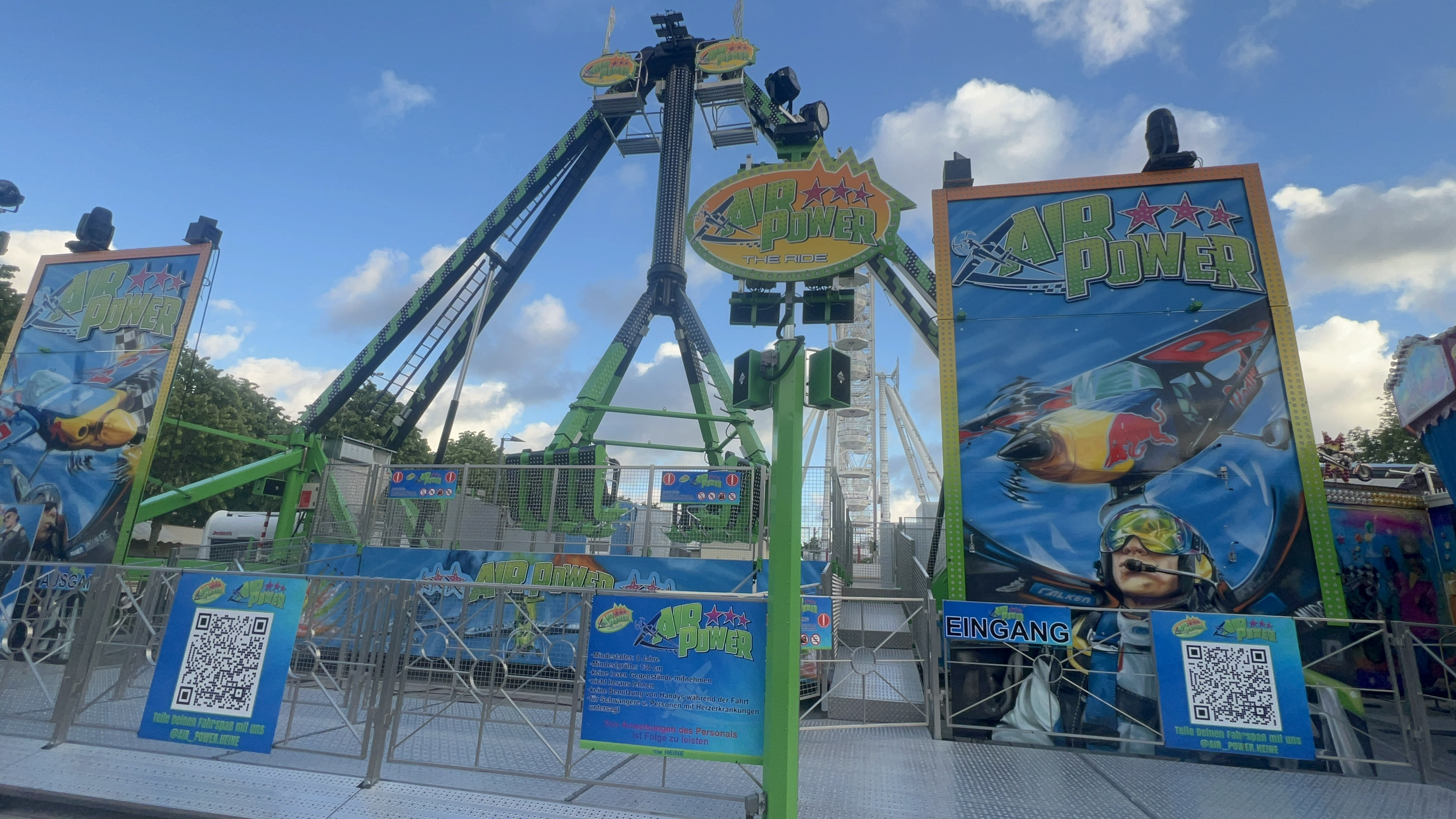
Air Power von Heine beim Aufbau auf dem Frühjahrsfleckenmarkt in Cuxhaven (2025)

Als Freak Out vertreibt KMG eine kleinere transportable Variante mit nur vier Fahrgastträgern und nur einem Transport. Anders als beim Afterburner schwingt die Gondel hier nicht längs zum Aufbau, sondern über die Köpfe der Zuschauer hinweg. Die Deutschlandpremiere dieses Fahrgeschäftes fand mit X-Factor von Deinert auf der Osterkirmes 2004 in Hagen statt.
Im Jahr 2025 reisen 4 Freak Outs von KMG in Deutschland.

## XXL

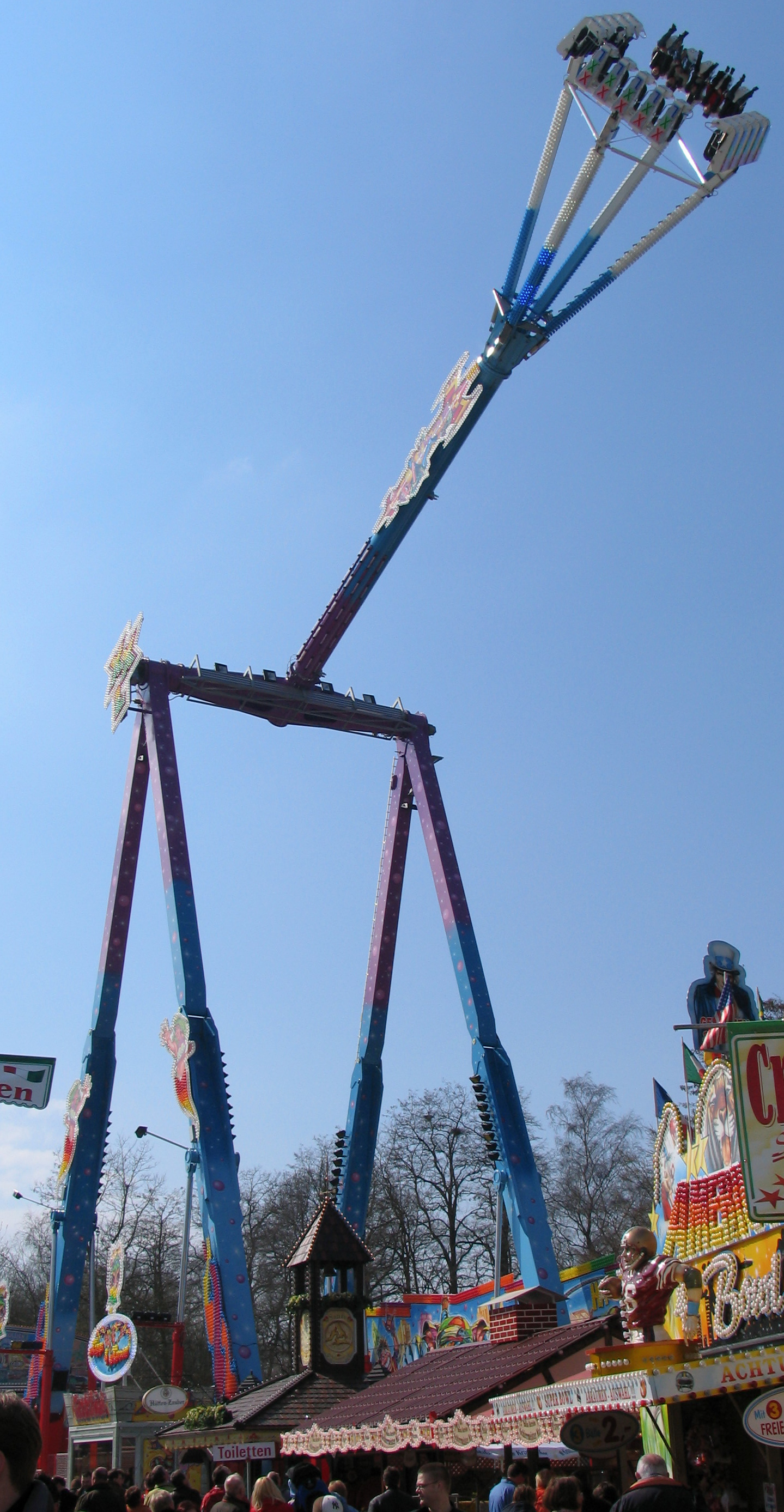
XXL von Kipp & Kroon bei seiner Deutschlandpremiere auf der Kirmes in Recklinghausen 2007

Die deutlich größere Version XXL, hat ebenfalls nur vier Fahrgastträger für fünf Personen, erreicht dafür aber bis zu 40 Meter Schaukelhöhe und eine Geschwindigkeit von 100 km/h. Trotzdem belegt das Geschäft nur eine geringe Grundfläche von etwa 18 × 14 Metern. Zum Umsetzen sind drei Transporte nötig. Die Premiere von XXL fand 2006 mit dem Geschäft des Schaustellers Kroon auf der Osterkirmes in Enschede statt.
Der Münchner Schausteller Sebastian Küchenmeister feierte 2011 auf der Düsseldorfer Rheinkirmes Premiere mit seinem Konga genannten XXL mit Dschungelthematisierung.
Im Jahr 2025 reisen 4 verschiedene KMG XXL Schaukeln in Deutschland, eine weitere ist in den Niederlanden vertreten und hält ab und zu in Deutschland. Im November 2025 soll eine 5. XXL für Deutschland Premiere auf dem Winterdom in Hamburg feiern.

## Andere Hersteller
Die italienische Firma Technical Park vertreibt ein ähnliches Fahrgeschäft unter dem Namen Street Fighter. Technical Park liefert neben einer transportablen, elf Meter hohen Version mit 18 Meter Schaukelhöhe und vier Fahrgastträgern für je vier Personen auch eine stationäre Variante mit einem runden Fahrgastträger mit Blickrichtung nach außen für 24 Personen. Die Firma gibt an insgesamt bereits über 40 dieser Anlagen verkauft zu haben.
Aufgrund des großen Erfolges werden weitere gleichartige Fahrgeschäfte auch noch von weiteren Herstellern produziert.

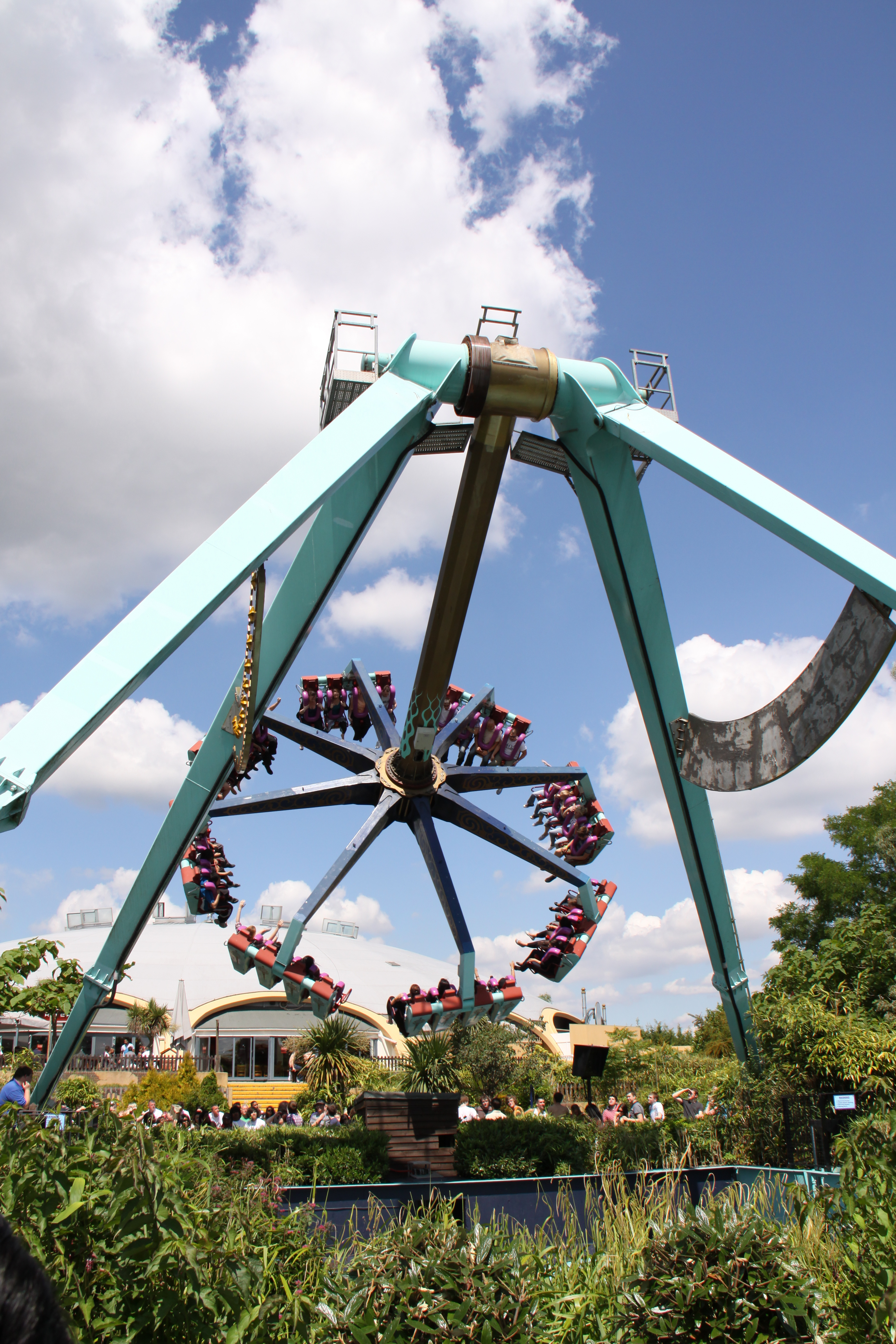
Stationärer Afterburner Vortex für 32 Personen im Thorpe Park
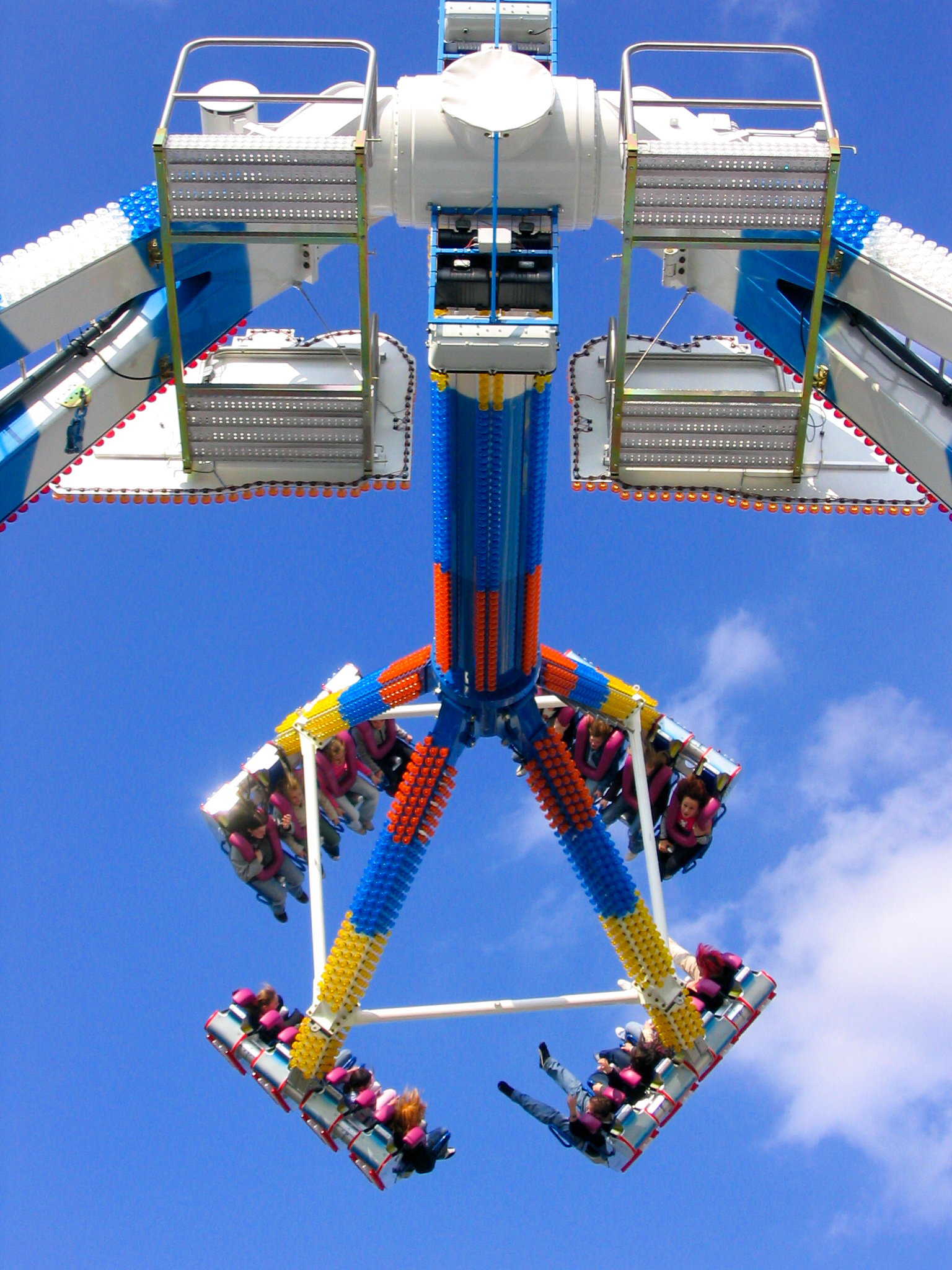
Freak Out X-Factor von Deinert auf der Osterkirmes 2004 in Hagen
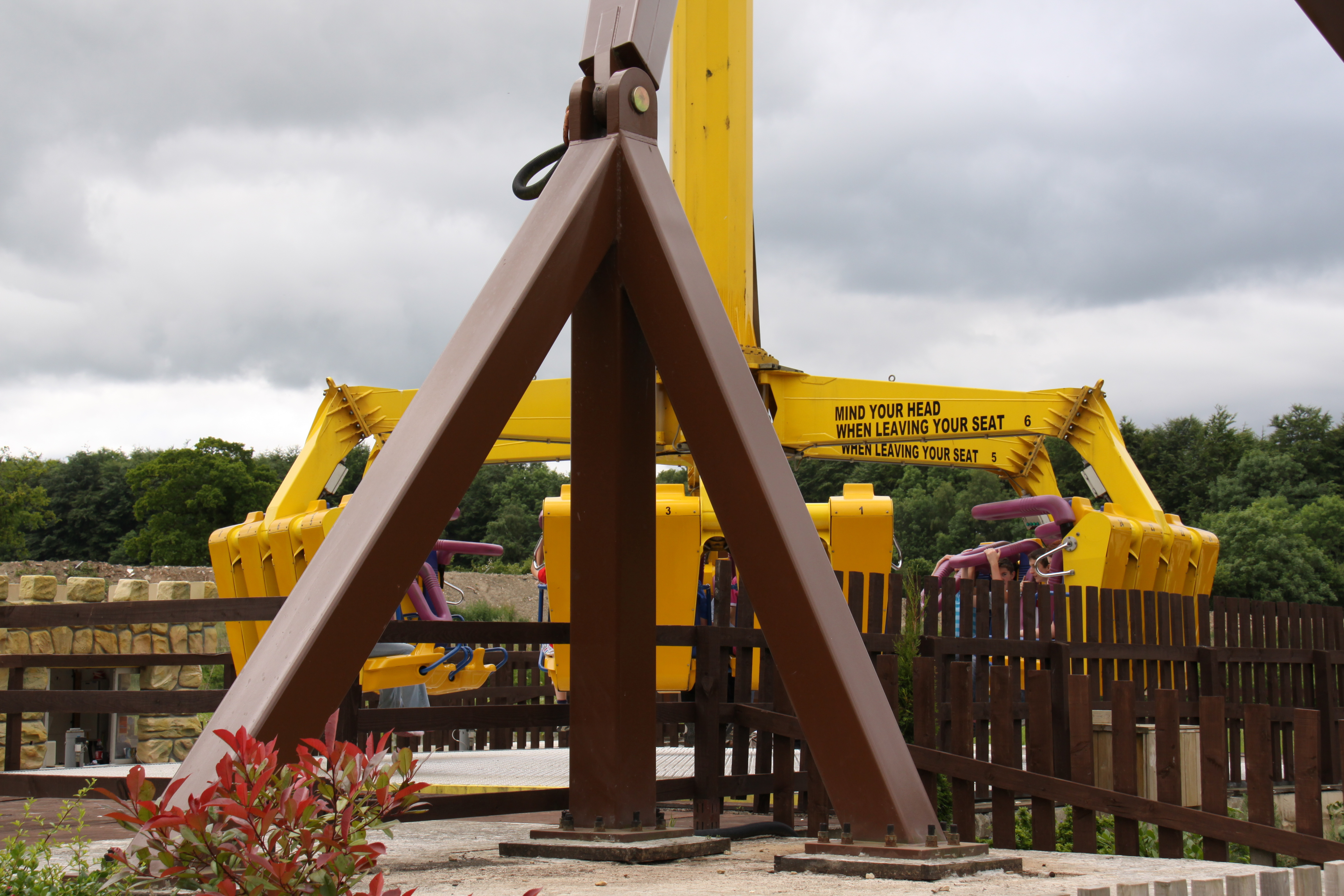
Stützenfundament beim stationären Afterburner The Eagles Claw im Lightwater Valley